# Adhān
Der Adhān oder Adhan (arabisch أَذَان, DMG aḏān) bzw. Azān ist der islamische Gebetsruf. Er wird traditionell in arabischer Sprache fünfmal täglich zum Aufruf des gemeinschaftlichen Gebets (Salāt) durch den Muezzin gerufen sowie zum Freitagsgebet. Die linguistische Wurzel ist ʾadhina أَذِنَ und bedeutet so viel wie „zuhören“ oder „informiert sein“. Aus derselben Wurzel stammt das Wort ʾudhun أُذُن für „Ohr“.
In großen Moscheen wird er vom Minarett aus gerufen, in kleinen Moscheen von der Tür aus oder von der Seite des Gebäudes. Heute geschieht dies meist über Lautsprecher. Der Adhān ruft die Gläubigen zum Ort des Gebetes, wogegen unmittelbar vor Beginn des Gebetes im Innern der Moschee nochmals die sogenannte Iqama (Gebetsaufruf) ertönt, die bis auf eine zusätzliche Zeile dem Adhān gleicht.

## Ritualrechtliche Einordnung
Unter den vier sunnitischen Rechtsschulen besteht Einigkeit darüber, dass Adhān und Iqāma für die fünf täglichen Gebete und das Freitagsgebet religionsrechtlich vorgeschrieben sind. Während sie im hanafitischen, malikitischen und schafiitischen Madhhab als Sunna (islamische Tradition, Taten des Propheten) eingeordnet werden, hat sie Ahmad ibn Hanbal – der Gründer der hanbalitischen Rechtsschule – zur farḍ al-kifāya erklärt, also zur Pflicht, die dadurch erfüllt wird, dass einer sie für die Gemeinschaft erfüllt. Für Frauen dagegen ist der Adhān nicht vorgesehen.

## Geschichte
Der erste Adhān in der Geschichte des Islam soll, nachdem der Prophet Mohammed, angeregt durch ʿAbd Allāh ibn Zaid, den Gebetsruf beschlossen hatte, von Bilal al-Habaschi, einem freigelassenen abessinischen Sklaven und engem Vertrauten des Propheten, um 623, kurz nach der Auswanderung (Hidschra) aus der Stadt Mekka, gerufen worden sein.
Bevor man sich zum Adhān als Form des Gebetsrufs entschieden hatte, wurden auch Alternativen vorgeschlagen, beispielsweise ein Feuer, ein Hornsignal (entsprechend dem jüdischen Schofar) oder die Verwendung des Naqus.
Während der Corona-Krise wurden in zahlreichen muslimischen Regionen die Gebetsrufe leicht abgewandelt. Dabei wurden entweder die Passage „Auf zum Gebet!“ (ḥayy ʿala ṣ-ṣalāt) durch z. B. „Betet in Euren Häusern!“ (aṣ-ṣalātu fī buyūtikum bzw. ṣallū fī buyūtikum u. a.) ersetzt oder entsprechende Passagen am Ende des Rufes angefügt. Die Maßnahme stützt sich auf in Hadithkompendien, z. B. Ṣaḥīḥ al-Buḫārī, Ṣaḥīḥ Muslim oder Sunan Abī Dāwūd, überlieferte Hadithe des Propheten Muḥammad. Darin ist davon die Rede, dass Mohammed seinem Muezzin bei Regen die Änderung des Gebetsrufes befohlen habe, um den Gläubigen das Gebet nicht zu erschweren.

## Immissionsschutzrechtliche Einordnung
Der lautsprecherverstärkte Ausruf des Adhān wird durch die Glaubens- und Religionsausübungsfreiheit des Art. 4 Grundgesetz geschützt. Er verletzt grundsätzlich auch nicht die  negative Religionsfreiheit der Nicht- oder Andersgläubigen. Indes ist seine immissionsschutzrechtliche Einordnung in der Rechtswissenschaft umstritten. Einerseits wird vertreten, dass sich die Lautstärke innerhalb der allgemeinen immissionsschutzrechtlichen Grenzwerte bewegen müsse. Die Gegenmeinung überträgt die für das liturgische Glockengeläut entwickelten Grundsätze auch auf den Adhān. Danach sei stets eine Einzelfallbetrachtung und -abwägung nötig, da die grundgesetzliche Gewährleistung der freien Religionsausübung auf die immissionsschutzrechtlichen Vorschriften einwirke. Letzterer Auffassung hat sich auch die bisher zu dieser Frage nur vereinzelt ergangene Rechtsprechung angeschlossen.

## Wortlaut
| Wiederh. | Arabisch                | Wortlaut des Adhān                 | deutsche Übersetzung                                                               | Kommentar                                                           |
| -------- | ----------------------- | ---------------------------------- | ---------------------------------------------------------------------------------- | ------------------------------------------------------------------- |
| 4×       | الله أكبر               | Allāhu akbar                       | Allah (Gott bzw. Gottheit) ist groß (größer als alles und mit nichts vergleichbar) | malikitische Rechtsschule: 2×                                       |
| 2×       | أشهد أن لا اله إلا الله | Ašhadu an lā ilāha illā llāh       | Ich bezeuge, dass es keine Gottheit gibt außer Allah                               | –                                                                   |
| 2×       | أشهد أن محمدا رسول الله | Ašhadu anna Muḥammadan rasūlu llāh | Ich bezeuge, dass Mohammed Allahs Gesandter ist                                    | –                                                                   |
| 2×       | حي على الصلاة           | Ḥayya ʿalā ṣ-ṣalāt                 | Eilt zum Gebet                                                                     | –                                                                   |
| 2×       | حي على الفلاح           | Ḥayya ʿalā l-falāḥ                 | Eilt zur Seligkeit (Heil/Erfolg)                                                   | –                                                                   |
| 2×       | الصلاة خير من النوم     | aṣ-Ṣalātu ḫayrun mina n-naum       | Das Gebet ist besser als Schlaf                                                    | ausschließlich Sunniten (nur zum Morgengebet) Verboten bei Schiiten |
| 2×       | الله أكبر               | Allāhu akbar                       | Allah ist groß (größer als alles und mit nichts vergleichbar)                      | –                                                                   |
| 1×       | لا إله إلا الله         | Lā ilāha illā llāh                 | Es gibt keine Gottheit außer Allah                                                 | Schiiten 2×                                                         |

Die Formel Ḥayya ʿalā ḫayri l-ʿamal wird beim Gebetsruf ausschließlich von Schiiten verwendet und dient ihnen als Erkennungszeichen. Wenn sie vom Minarett einer Moschee ertönt, wissen die Zuhörer, dass hier die Schia maßgeblich ist. Weiter bezeugen Schiiten für gewöhnlich nach dem Prophetentum noch das Imamat Alis durch zweimaligen Ausruf von Ašhadu anna ʿAlīyan Walīyu llāh, was allerdings nicht als Pflichtbestandteil des Adhān angesehen wird.

## Regionale Besonderheiten
- In Abu Dhabi-Stadt ist der Gebetsruf koordiniert. Aus allen Moscheen der Stadt tönt der Gebetsruf des Muezzin der Scheich-Zayid-Moschee. Der ägyptische Minister für religiöse Stiftungen, Hamdi Zaqzuq, regte 2004 an, auch in Kairo die Gebetsrufe durch einen einzigen Muezzin zentral ausführen zu lassen, scheiterte jedoch mit seinem Vorstoß.[7]
- In Indonesien wird oft nach alter Tradition anstelle des Muezzin (indonesisch azan oder adzan) mit der großen Fasstrommel bedug und der Schlitztrommel kentongan zu den Gebetszeiten gerufen.[8]
- Im französischen Marseille hat die muslimische Gemeinde der neuen Großmoschee ebenfalls bewusst auf den Muezzinruf verzichtet und sendet stattdessen – „als Zeichen der Assimilation“ – zum Gebet ein Lichtsignal aus.[9]
- Deutschland: siehe Islam in Deutschland: Muezzinrufe

### Adhān in der Türkei
Der Publizist Ziya Gökalp formulierte erstmals in dem Gedicht Vaṭan („Das Vaterland“, 1918) den Wunsch nach einer Liturgie in türkischer Sprache. Die erste Strophe lautet in deutscher Übersetzung:
Ein Land, in dem der Müezzin auf Türkisch den Gebetsruf singt,

Wo seines Betens Sinn erfasst des Bauern einfacher Verstand,

Wo überall aus Schülermund auf Türkisch der Koran erklingt,

Wo jedem einz’gen, groß und klein, das göttliche Gebot bekannt:

O wisse es, du Türkenspross, dies Land, es ist dein Vaterland!
Im Zuge der sprachlichen Türkisierung (Öztürkçe) wurde der Adhān ab 1932 auf Türkisch ausgerufen. Der landesweit verpflichtete türkische Gebetsruf wurde am 18. Juli 1932 durch Anordnung des Diyanet İşleri Başkanlığı eingeführt. Am 16. Juni 1950 nahm das Parlament ein Änderungsgesetz an, mit dem das seit 1941 bestehende strafrechtliche Verbot (Art. 526 Abs. 2 tStGB aF), den Adhān und die Iqāma in arabischer Sprache zu rufen, aufgehoben und der arabische Gebetsruf zu Beginn des Ramadan 1369 AH (17. Juni 1950) wieder zugelassen wurde.

#### Wortlaut
| Wiederh. | Wortlaut des Adhān                   | türkischer Wortlaut                                        | deutsche Übersetzung                                                         |
| -------- | ------------------------------------ | ---------------------------------------------------------- | ---------------------------------------------------------------------------- |
| 4×       | Allāhu akbar                         | Tanrı uludur                                               | Gott ist groß                                                                |
| 2×       | Aschhadu an la ilaha illa-llah       | Şüphesiz bilirim bildiririm Tanrı'dan başka yoktur tapacak | Zweifellos weiß ich und verkünde, dass es außer Gott nichts gibt zum Anbeten |
| 2×       | Aschhadu anna Muhammadan rasūlu llāh | Şüphesiz bilirim bildiririm Tanrı'nın elçisidir Muhammed   | Zweifellos weiß ich und verkünde, dass Mohammed Gottes Gesandter ist         |
| 2×       | Hayya ʿalā-ṣ-ṣalāh                   | Haydi namaza                                               | Auf zum (rituellen) Gebet                                                    |
| 2×       | Hayya 'alā-l-falāḥ                   | Haydi felaha                                               | Auf zur Seligkeit (Heil/Erfolg)                                              |
| 2×       | aṣ-ṣalātu khayrun mina-n-naum        | Namaz uykudan hayırlıdır                                   | Das Gebet ist besser (segenreicher) als Schlaf                               |
| 2×       | Allāhu akbar                         | Tanrı uludur                                               | Gott ist groß                                                                |
| 1×       | Lā ilāha illā llāh                   | Tanrı'dan başka yoktur tapacak                             | Es gibt nichts außer Gott zum Anbeten                                        |

#### Varianten
Eine Besonderheit in der Türkei ist das Vortragen des Adhān in verschiedenen Makam. In der Türkei wird zu jeder der fünf Gebetszeiten ein anderer Melodietyp verwendet, was jedoch auch an anderen Orten anzutreffen ist. Die Makam-Tradition in der Türkei ist:
| Gebetszeit (türkisch und in Klammern arabisch) | Makam                         |
| ---------------------------------------------- | ----------------------------- |
| Sabah (Fadschr / Morgen)                       | Sabâ oder Dilkeşhâveran       |
| Öğle (Zuhr / Mittag)                           | Sabâ oder Hicaz               |
| İkindi (Asr / Nachmittag)                      | Hicaz                         |
| Akşam (Maghrib / Abend)                        | Hicaz oder Rast               |
| Yatsı (Ischa / Nacht)                          | Hicaz, Bayatî, Nevâ oder Rast |